# 曾翚
曾翬（1410年—？），字時升，江西吉安府泰和县人。明朝政治人物。

## 生平
江西鄉試第二十七名舉人，宣德八年（1433年）中癸丑科會試第二名，三甲二十五名進士，正統元年閏六月授刑部主事，治秦府永興王葬。九年六月升刑部員外郎，受刑部尚書金濂器重。當時秦王誣陷巡撫陳鎰狎妓，曾翚查證后彈劾藩府的大臣，致使事情大白。正統十三年二月，升郎中，因何文淵薦，景泰元年六月升任廣西右參政。丁憂服闋，六年七月除河南右參政。天順五年（1461年）三月升任山東右布政使，成化元年（1465年）四月升河南左布政使。并請求開倉放糧解救河南饑荒。三年十二月升爲刑部左侍郎，六年二月奉命往浙江考察官吏得失，访求军民利病。九年十二月因病致仕辭職。

## 家族
曾祖曾德荣。祖父曾存吾。父曾忠良。母劉氏，繼母郭氏。具慶下。弟時彦、時勉。娶蕭氏。